# مديرية حيفان

تعديل مصدري - تعديل

مديرية حَيْفان إحدى مديريات محافظة تعز في اليمن. بلغ عدد سكانها 75288 نسمة عام 2004م.
يحدها من الشمال مديرية خدير ومن الجنوب والشرق محافظة لحج ومن الغرب مديرية الصلو، ومديرية المواسط، وجزء من مديرية الشمايتين.

## التقسيم الإداري
تتكون من خمس عُزَل هُنَّ الأعروق، الأغابرة، الأعبوس، الأثاور، الأحكوم ويقع مركز المديرية في الأغابرة.

## المواقع والمزارات الأثرية والتاريخية والسياحية
تنتشر المواقع الأثرية والتاريخية القديمة مثل المساجد الإسلامية القديمة، والسدود القديمة، وبقايا أساسات لمبانٍ قديمة.. كما تتواجد في المديرية بعض الحصون التاريخية.منها حصن ناصر في قرية الفرعين- ظبي و هو معرض للهدم بسبب اهمال الجهات المعنية و غيرة الكثير ..

## الأنشطة الاقتصادية للسكان
يعتمد بعض السكان على عائدات الإنتاج الزراعي ونشاط الرعي وتربية الحيوان فيما يعمل بعض السكان في الوظائف الحكومية والخاصة حيث تمتلك هذه المديرية تقريباً أعلى مستوى تعليمي في اليمن ويوجد الكثير من البيوت التجارية في اليمن والتي يمتلكها أبناء هذه المديرية من أمثال هائل سعيد أنعم وإخوان ثابت وأولاد درهم حيث يؤثر هذا على اقتصاد المديرية. والحالة الاقتصادية للمديرية متوسطة.

### المقومات الاقتصادية للمديرية
- الإنتاج الزراعي:

يتم زراعة الحبوب كالذرة الرفيعة البيضاء، والدخن، والذرة الشامية والخضروات كَالبطاط، والفجل، والفلفل الأخضر. والفواكة والحمضيات كَالمانجو، والفرسك، والرمان، والليمون، والموز.
- تربية الحيوانات:

يتم تربية الماعز، والإبل، والضأن، والأبقار، وتربية الدواجن للاستهلاك الذاتي.